# Mahfiruz Hatice Sultan
Mahfiruz Hatice Sultan (1587 – 26. října 1620), celým jménem Devletlu İsmetlu Mahfiruz Hatice Valide Sultan Aliyyetü'ş-Şân Hazretleri, byla manželka osmanského sultána Ahmeda I. Byla matkou sultána Osmana II. ,princů Hüseyina a Bayezida a princezny Hanzade Sultan. Jména jako Mehmed a Bayezid se velmi často opakovali, protože to byla jména velmi slavných předků sultánů. Mahfiruz se stala 26. února 1618 Valide Sultan (matkou královnou), když její syn Osman usedl na trůn. Až do své smrti v roce 1620 byla nejmocnější ženou v říši.

## Vysvětlivka

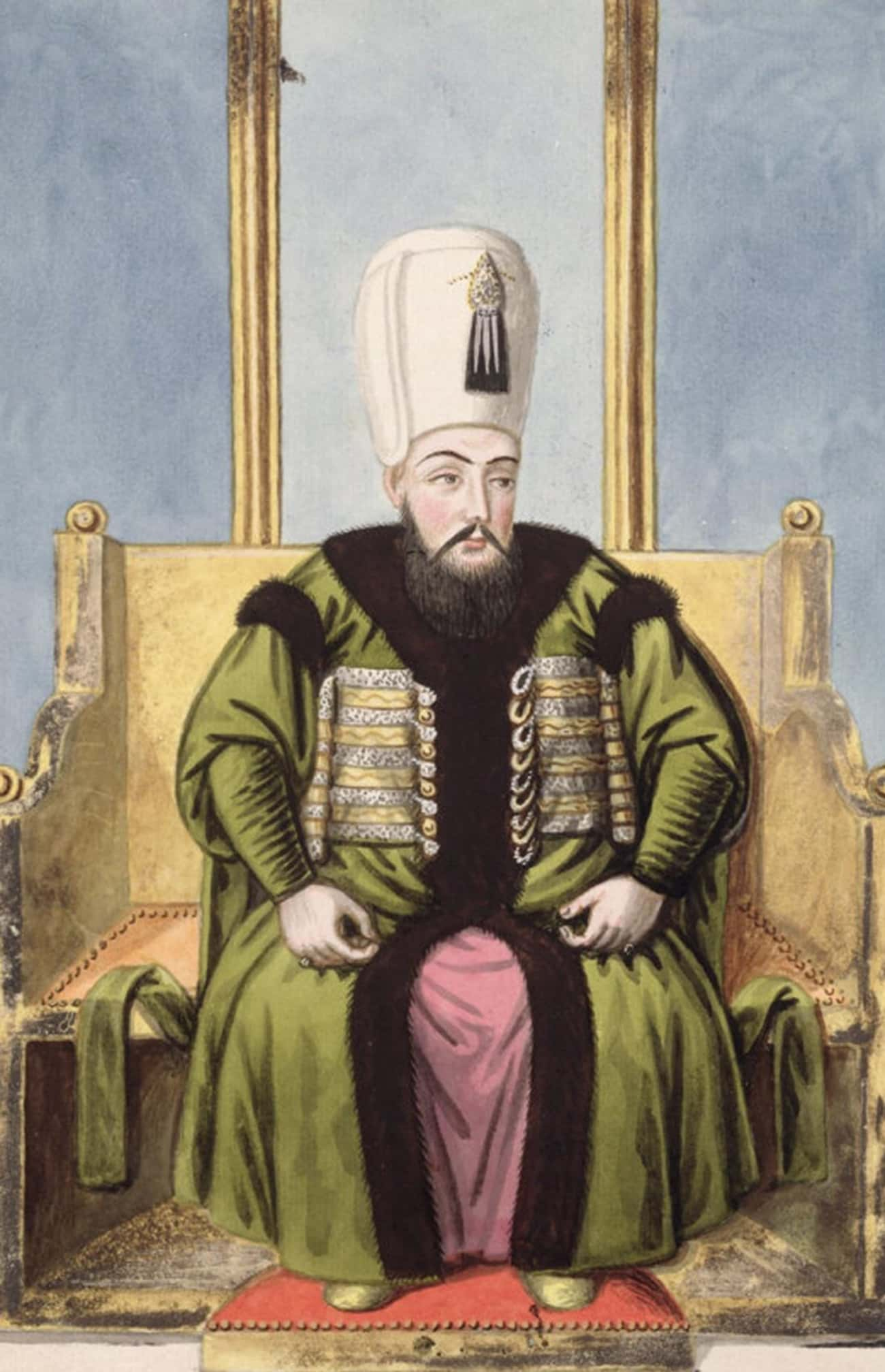
Sultán Ahmed I., manžel Mahfiruz.

Její jméno Mahfiruz (Mâh-i Fîrûz),  je vyslovováno také jako Mahfiruze (Mâh Ferûza), nebo jako Mah-Firuze a Mah-Firuz.

## Původ
- Byla Čerkeska a od narození muslimka.

- Byla Kabardská princezna

- Byla prapraneteří Mahidevran Sultan (Bratr Mahidevran Sultan ,Mustafa Pasha měl syna Ahmeda Beye, který měl zase syna Aliho Beye a Mirzu Alkase Beye)

- Její otec byl princ Mirza Alkas Bey a matka byla Feride Hatun. Její původní jméno bylo Hansuret Bikeç Alkasovna a v roce 1602 byla poslána do Osmanského harému jako snoubenka budoucího sultána, tehdy ještě prince Ahmeda. Ahmedova matka Handan Sultan byla ta, která vybrala Mahfiruz do harému svého syna.

- Po příchodu do harému dostala tehdy ještě od prince Ahmeda nové jméno Mahfiruz a po svatbě jí přidal ještě jméno Hatice.

## Život

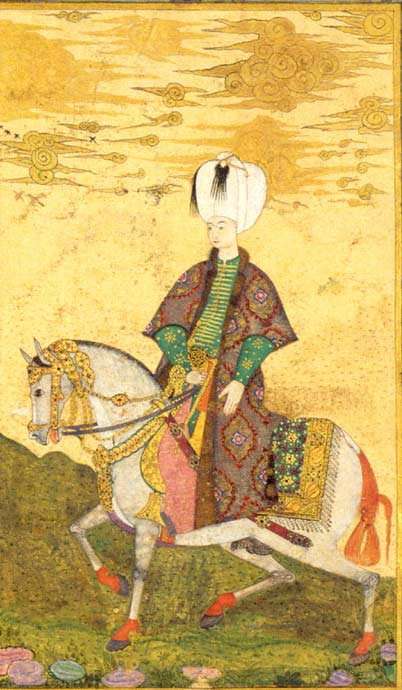
Sultán Osman II., syn Ahmed I. a Mahfiruz

Mahfiruz byla první ze dvou žen Ahmeda I. a porodila mu tři syny - budoucího sultána Osmana II., prince Hüseyina a prince Bayezida a jednu dceru Hanzade Sultan. Když se narodil Osman, nejstarší ze všech synů Ahmeda, stal se Ahmed nejmladším sultánem v historii, který byl otcem. Mahfiruz však měla velkou konkurenci mezi ostatními ženami. Její velkou podporou byla Handan Sultan (matka Ahmeda) která ji za Ahmeda provdala. Velmi jí také pomáhala Servazad Hatun, její prateta. Tyto ženy jí pomáhaly, když začala žárlit na Mahpeyker Kösem, novou konkubínu, která se sultánovi líbila. Hlavně díky matce sultána mohla Mahfiruz dál trávit večery s Ahmedem.
V roce 1618, když byl její syn Osman korunován jako Sultán Osman II., když svrhli Mustafu I., stala se z ní Valide Sultan, matka královna. V té době žena s tímto postem byla nejmocnější ženou v říši. Byla velmi známá pro svou krásu, nádherné modré oči a silný charakter. Zemřela v roce 1620 a byla pohřbena v Eyupu. Výstavba její mešity stála 3000 akçe za den. Syn Osman ji miloval stejně jako Şehzade Mustafa miloval svou Mahidevran Sultan, která byla Mahfiruz vzorem. 

## V populární kultuře
Postava Mahfiruz Hatice Sultan se vyskytuje v tureckém televizním seriálu Muhteşem Yüzyıl: Kösem, kde ji ztvárnila herečka Dilara Aksüyek. V seriálu se vyskytuje pouze na začátku 1. série, kdy zemře. Není tedy u její postavy historická přesnost.